# Luxembourg Rundt 2023
Luxembourg Rundt 2023 var den 83. udgave af det luxembourgske etapeløb Luxembourg Rundt. Cykelløbets fem etaper blev kørt over 709,8 km fra 20. september med start og afslutning i Luxembourg by den 24. september 2023. Løbet var en del af UCI ProSeries 2023.
Den samlede vinder af løbet blev schweiziske Marc Hirschi fra UAE Team Emirates.

## Etaperne
| Etape    | Dato     | Start – Mål               | type          | Afstand (km) | Elevation (m) | Etapevinder                | Førende rytter       |
| -------- | -------- | ------------------------- | ------------- | ------------ | ------------- | -------------------------- | -------------------- |
| 1. etape | 20. sep. | Luxembourg – Luxembourg   | flad etape    | 156,4        | 2.409 m       | Corbin Strong              | Corbin Strong        |
| 2. etape | 21. sep. | Mondorf-les-Bains – Mamer | flad etape    | 183,9        | 2.670 m       | Jenthe Biermans            | Søren Kragh Andersen |
| 3. etape | 22. sep. | Mertert – Vianden         | kuperet etape | 168,4        | 3.314 m       | Ben Healy                  | Ben Healy            |
| 4. etape | 23. sep. | Pétange – Pétange         | enkeltstart   | 23,9         | 237 m         | Victor Campenaerts         | Marc Hirschi         |
| 5. etape | 24. sep. | Mersch – Luxembourg       | flad etape    | 177,2        | 3.030 m       | Tobias Halland Johannessen | Marc Hirschi         |

### 1. etape
| Luxembourg - Luxembourg | flad etape | (156,4 km) |

| \| Etaperesultat \| Etaperesultat \| Etaperesultat \| Etaperesultat \| Etaperesultat \| \| Rytter \| Rytter \| Hold \| Tid \| \| \| ------------- \| -------------------- \| ---------------------- \| ------------- \| ------------- \| \| 1. \| Corbin Strong \| Israel-Premier Tech \| 3t 51' 01" \| \| \| 2. \| Søren Kragh Andersen \| Alpecin-Deceuninck \| + 0" \| \| \| 3. \| Alex Aranburu \| Movistar Team \| + 0" \| \| \| 4. \| Diego Ulissi \| UAE Team Emirates \| + 0" \| \| \| 5. \| Tiesj Benoot \| Jumbo-Visma \| + 0" \| \| \| 6. \| Rick Pluimers \| Tudor Pro Cycling Team \| + 0" \| \| \| 7. \| Giulio Ciccone \| Lidl-Trek \| + 0" \| \| \| 8. \| Alex Kirsch \| Lidl-Trek \| + 0" \| \| \| 9. \| Fausto Masnada \| Soudal Quick-Step \| + 0" \| \| \| 10. \| Ilan Van Wilder \| Soudal Quick-Step \| + 0" \| \| |                      |                        |            |
| |                      |                        |            |
| Kilde: ProCyclingStats |                      |                        |            |
| Etaperesultat |                      |                        |            |
| Rytter | Rytter               | Hold                   | Tid        |
| 1. | Corbin Strong        | Israel-Premier Tech    | 3t 51' 01" |
| 2. | Søren Kragh Andersen | Alpecin-Deceuninck     | + 0"       |
| 3. | Alex Aranburu        | Movistar Team          | + 0"       |
| 4. | Diego Ulissi         | UAE Team Emirates      | + 0"       |
| 5. | Tiesj Benoot         | Jumbo-Visma            | + 0"       |
| 6. | Rick Pluimers        | Tudor Pro Cycling Team | + 0"       |
| 7. | Giulio Ciccone       | Lidl-Trek              | + 0"       |
| 8. | Alex Kirsch          | Lidl-Trek              | + 0"       |
| 9. | Fausto Masnada       | Soudal Quick-Step      | + 0"       |
| 10. | Ilan Van Wilder      | Soudal Quick-Step      | + 0"       |

| \| Samlede stilling \| Samlede stilling \| Samlede stilling \| Samlede stilling \| Samlede stilling \| \| Rytter \| Rytter \| Hold \| Tid \| \| \| ---------------- \| -------------------- \| ---------------------- \| ---------------- \| ---------------- \| \| 1. \| Corbin Strong \| Israel-Premier Tech \| 3t 50' 51" \| \| \| 2. \| Søren Kragh Andersen \| Alpecin-Deceuninck \| + 4" \| \| \| 3. \| Alex Aranburu \| Movistar Team \| + 6" \| \| \| 4. \| Diego Ulissi \| UAE Team Emirates \| + 10" \| \| \| 5. \| Tiesj Benoot \| Jumbo-Visma \| + 10" \| \| \| 6. \| Rick Pluimers \| Tudor Pro Cycling Team \| + 10" \| \| \| 7. \| Giulio Ciccone \| Lidl-Trek \| + 10" \| \| \| 8. \| Alex Kirsch \| Lidl-Trek \| + 10" \| \| \| 9. \| Fausto Masnada \| Soudal Quick-Step \| + 10" \| \| \| 10. \| Ilan Van Wilder \| Soudal Quick-Step \| + 10" \| \| |                      |                        |            |
| |                      |                        |            |
| Kilde: ProCyclingStats |                      |                        |            |
| Samlede stilling |                      |                        |            |
| Rytter | Rytter               | Hold                   | Tid        |
| 1. | Corbin Strong        | Israel-Premier Tech    | 3t 50' 51" |
| 2. | Søren Kragh Andersen | Alpecin-Deceuninck     | + 4"       |
| 3. | Alex Aranburu        | Movistar Team          | + 6"       |
| 4. | Diego Ulissi         | UAE Team Emirates      | + 10"      |
| 5. | Tiesj Benoot         | Jumbo-Visma            | + 10"      |
| 6. | Rick Pluimers        | Tudor Pro Cycling Team | + 10"      |
| 7. | Giulio Ciccone       | Lidl-Trek              | + 10"      |
| 8. | Alex Kirsch          | Lidl-Trek              | + 10"      |
| 9. | Fausto Masnada       | Soudal Quick-Step      | + 10"      |
| 10. | Ilan Van Wilder      | Soudal Quick-Step      | + 10"      |

### 2. etape
| Mondorf-les-Bains - Mamer | flad etape | (183,9 km) |

| \| Etaperesultat \| Etaperesultat \| Etaperesultat \| Etaperesultat \| Etaperesultat \| \| Rytter \| Rytter \| Hold \| Tid \| \| \| ------------- \| -------------------- \| ---------------------- \| ------------- \| ------------- \| \| 1. \| Jenthe Biermans \| Arkéa-Samsic \| 4t 31' 10" \| \| \| 2. \| Søren Kragh Andersen \| Alpecin-Deceuninck \| + 0" \| \| \| 3. \| Tim van Dijke \| Jumbo-Visma \| + 0" \| \| \| 4. \| Jordi Meeus \| Bora-Hansgrohe \| + 0" \| \| \| 5. \| Andrea Bagioli \| Soudal Quick-Step \| + 0" \| \| \| 6. \| Alex Kirsch \| Lidl-Trek \| + 0" \| \| \| 7. \| Alex Aranburu \| Movistar Team \| + 0" \| \| \| 8. \| Maxim Van Gils \| Lotto Dstny \| + 0" \| \| \| 9. \| Franck Bonnamour \| AG2R Citroën Team \| + 0" \| \| \| 10. \| Rick Pluimers \| Tudor Pro Cycling Team \| + 0" \| \| |                      |                        |            |
| |                      |                        |            |
| Kilde: ProCyclingStats |                      |                        |            |
| Etaperesultat |                      |                        |            |
| Rytter | Rytter               | Hold                   | Tid        |
| 1. | Jenthe Biermans      | Arkéa-Samsic           | 4t 31' 10" |
| 2. | Søren Kragh Andersen | Alpecin-Deceuninck     | + 0"       |
| 3. | Tim van Dijke        | Jumbo-Visma            | + 0"       |
| 4. | Jordi Meeus          | Bora-Hansgrohe         | + 0"       |
| 5. | Andrea Bagioli       | Soudal Quick-Step      | + 0"       |
| 6. | Alex Kirsch          | Lidl-Trek              | + 0"       |
| 7. | Alex Aranburu        | Movistar Team          | + 0"       |
| 8. | Maxim Van Gils       | Lotto Dstny            | + 0"       |
| 9. | Franck Bonnamour     | AG2R Citroën Team      | + 0"       |
| 10. | Rick Pluimers        | Tudor Pro Cycling Team | + 0"       |

| \| Samlede stilling \| Samlede stilling \| Samlede stilling \| Samlede stilling \| Samlede stilling \| \| Rytter \| Rytter \| Hold \| Tid \| \| \| ---------------- \| -------------------- \| ---------------------- \| ---------------- \| ---------------- \| \| 1. \| Søren Kragh Andersen \| Alpecin-Deceuninck \| 8t 21' 59" \| \| \| 2. \| Corbin Strong \| Israel-Premier Tech \| + 2" \| \| \| 3. \| Alex Aranburu \| Movistar Team \| + 8" \| \| \| 4. \| Quinten Hermans \| Alpecin-Deceuninck \| + 9" \| \| \| 5. \| Alex Kirsch \| Lidl-Trek \| + 11" \| \| \| 6. \| Andrea Bagioli \| Soudal Quick-Step \| + 12" \| \| \| 7. \| Rick Pluimers \| Tudor Pro Cycling Team \| + 12" \| \| \| 8. \| Giulio Ciccone \| Lidl-Trek \| + 12" \| \| \| 9. \| Maxim Van Gils \| Lotto Dstny \| + 12" \| \| \| 10. \| Ilan Van Wilder \| Soudal Quick-Step \| + 12" \| \| |                      |                        |            |
| |                      |                        |            |
| Kilde: ProCyclingStats |                      |                        |            |
| Samlede stilling |                      |                        |            |
| Rytter | Rytter               | Hold                   | Tid        |
| 1. | Søren Kragh Andersen | Alpecin-Deceuninck     | 8t 21' 59" |
| 2. | Corbin Strong        | Israel-Premier Tech    | + 2"       |
| 3. | Alex Aranburu        | Movistar Team          | + 8"       |
| 4. | Quinten Hermans      | Alpecin-Deceuninck     | + 9"       |
| 5. | Alex Kirsch          | Lidl-Trek              | + 11"      |
| 6. | Andrea Bagioli       | Soudal Quick-Step      | + 12"      |
| 7. | Rick Pluimers        | Tudor Pro Cycling Team | + 12"      |
| 8. | Giulio Ciccone       | Lidl-Trek              | + 12"      |
| 9. | Maxim Van Gils       | Lotto Dstny            | + 12"      |
| 10. | Ilan Van Wilder      | Soudal Quick-Step      | + 12"      |

### 3. etape
| Mertert - Vianden | kuperet etape | (168,4 km) |

| \| Etaperesultat \| Etaperesultat \| Etaperesultat \| Etaperesultat \| Etaperesultat \| \| Rytter \| Rytter \| Hold \| Tid \| \| \| ------------- \| -------------------- \| --------------------- \| ------------- \| ------------- \| \| 1. \| Ben Healy \| EF Education-EasyPost \| 4t 16' 33" \| \| \| 2. \| Marc Hirschi \| UAE Team Emirates \| + 15" \| \| \| 3. \| Dylan Teuns \| Israel-Premier Tech \| + 18" \| \| \| 4. \| Maxim Van Gils \| Lotto Dstny \| + 37" \| \| \| 5. \| Brandon McNulty \| UAE Team Emirates \| + 37" \| \| \| 6. \| Archie Ryan \| Jumbo-Visma \| + 37" \| \| \| 7. \| Matteo Jorgenson \| Movistar Team \| + 37" \| \| \| 8. \| Søren Kragh Andersen \| Alpecin-Deceuninck \| + 45" \| \| \| 9. \| Richard Carapaz \| EF Education-EasyPost \| + 45" \| \| \| 10. \| Tiesj Benoot \| Jumbo-Visma \| + 45" \| \| |                      |                       |            |
| |                      |                       |            |
| Kilde: ProCyclingStats |                      |                       |            |
| Etaperesultat |                      |                       |            |
| Rytter | Rytter               | Hold                  | Tid        |
| 1. | Ben Healy            | EF Education-EasyPost | 4t 16' 33" |
| 2. | Marc Hirschi         | UAE Team Emirates     | + 15"      |
| 3. | Dylan Teuns          | Israel-Premier Tech   | + 18"      |
| 4. | Maxim Van Gils       | Lotto Dstny           | + 37"      |
| 5. | Brandon McNulty      | UAE Team Emirates     | + 37"      |
| 6. | Archie Ryan          | Jumbo-Visma           | + 37"      |
| 7. | Matteo Jorgenson     | Movistar Team         | + 37"      |
| 8. | Søren Kragh Andersen | Alpecin-Deceuninck    | + 45"      |
| 9. | Richard Carapaz      | EF Education-EasyPost | + 45"      |
| 10. | Tiesj Benoot         | Jumbo-Visma           | + 45"      |

| \| Samlede stilling \| Samlede stilling \| Samlede stilling \| Samlede stilling \| Samlede stilling \| \| Rytter \| Rytter \| Hold \| Tid \| \| \| ---------------- \| -------------------- \| --------------------- \| ---------------- \| ---------------- \| \| 1. \| Ben Healy \| EF Education-EasyPost \| 12t 38' 34" \| \| \| 2. \| Marc Hirschi \| UAE Team Emirates \| + 19" \| \| \| 3. \| Dylan Teuns \| Israel-Premier Tech \| + 24" \| \| \| 4. \| Søren Kragh Andersen \| Alpecin-Deceuninck \| + 43" \| \| \| 5. \| Maxim Van Gils \| Lotto Dstny \| + 47" \| \| \| 6. \| Brandon McNulty \| UAE Team Emirates \| + 47" \| \| \| 7. \| Matteo Jorgenson \| Movistar Team \| + 47" \| \| \| 8. \| Ilan Van Wilder \| Soudal Quick-Step \| + 55" \| \| \| 9. \| Richard Carapaz \| EF Education-EasyPost \| + 55" \| \| \| 10. \| Tiesj Benoot \| Jumbo-Visma \| + 55" \| \| |                      |                       |             |
| |                      |                       |             |
| Kilde: ProCyclingStats |                      |                       |             |
| Samlede stilling |                      |                       |             |
| Rytter | Rytter               | Hold                  | Tid         |
| 1. | Ben Healy            | EF Education-EasyPost | 12t 38' 34" |
| 2. | Marc Hirschi         | UAE Team Emirates     | + 19"       |
| 3. | Dylan Teuns          | Israel-Premier Tech   | + 24"       |
| 4. | Søren Kragh Andersen | Alpecin-Deceuninck    | + 43"       |
| 5. | Maxim Van Gils       | Lotto Dstny           | + 47"       |
| 6. | Brandon McNulty      | UAE Team Emirates     | + 47"       |
| 7. | Matteo Jorgenson     | Movistar Team         | + 47"       |
| 8. | Ilan Van Wilder      | Soudal Quick-Step     | + 55"       |
| 9. | Richard Carapaz      | EF Education-EasyPost | + 55"       |
| 10. | Tiesj Benoot         | Jumbo-Visma           | + 55"       |

### 4. etape
| Pétange - Pétange | enkeltstart | (23,9 km) |

| \| Etaperesultat \| Etaperesultat \| Etaperesultat \| Etaperesultat \| Etaperesultat \| \| Rytter \| Rytter \| Hold \| Tid \| \| \| ------------- \| ------------------- \| ---------------------- \| ------------- \| ------------- \| \| 1. \| Victor Campenaerts \| Lotto Dstny \| 28' 06" \| \| \| 2. \| Brandon McNulty \| UAE Team Emirates \| + 1" \| \| \| 3. \| Diego Ulissi \| UAE Team Emirates \| + 20" \| \| \| 4. \| Felix Großschartner \| UAE Team Emirates \| + 22" \| \| \| 5. \| Ilan Van Wilder \| Soudal Quick-Step \| + 24" \| \| \| 6. \| Koen Bouwman \| Jumbo-Visma \| + 24" \| \| \| 7. \| Marc Hirschi \| UAE Team Emirates \| + 27" \| \| \| 8. \| Ben O'Connor \| AG2R Citroën Team \| + 27" \| \| \| 9. \| Alex Kirsch \| Lidl-Trek \| + 32" \| \| \| 10. \| Arthur Kluckers \| Tudor Pro Cycling Team \| + 41" \| \| |                     |                        |         |
| |                     |                        |         |
| Kilde: ProCyclingStats |                     |                        |         |
| Etaperesultat |                     |                        |         |
| Rytter | Rytter              | Hold                   | Tid     |
| 1. | Victor Campenaerts  | Lotto Dstny            | 28' 06" |
| 2. | Brandon McNulty     | UAE Team Emirates      | + 1"    |
| 3. | Diego Ulissi        | UAE Team Emirates      | + 20"   |
| 4. | Felix Großschartner | UAE Team Emirates      | + 22"   |
| 5. | Ilan Van Wilder     | Soudal Quick-Step      | + 24"   |
| 6. | Koen Bouwman        | Jumbo-Visma            | + 24"   |
| 7. | Marc Hirschi        | UAE Team Emirates      | + 27"   |
| 8. | Ben O'Connor        | AG2R Citroën Team      | + 27"   |
| 9. | Alex Kirsch         | Lidl-Trek              | + 32"   |
| 10. | Arthur Kluckers     | Tudor Pro Cycling Team | + 41"   |

| \| Samlede stilling \| Samlede stilling \| Samlede stilling \| Samlede stilling \| Samlede stilling \| \| Rytter \| Rytter \| Hold \| Tid \| \| \| ---------------- \| -------------------- \| ---------------------- \| ---------------- \| ---------------- \| \| 1. \| Marc Hirschi \| UAE Team Emirates \| 13t 07' 26" \| \| \| 2. \| Brandon McNulty \| UAE Team Emirates \| + 2" \| \| \| 3. \| Ben Healy \| EF Education-EasyPost \| + 3" \| \| \| 4. \| Diego Ulissi \| UAE Team Emirates \| + 33" \| \| \| 5. \| Ilan Van Wilder \| Soudal Quick-Step \| + 33" \| \| \| 6. \| Felix Großschartner \| UAE Team Emirates \| + 37" \| \| \| 7. \| Koen Bouwman \| Jumbo-Visma \| + 39" \| \| \| 8. \| Ben O'Connor \| AG2R Citroën Team \| + 42" \| \| \| 9. \| Søren Kragh Andersen \| Alpecin-Deceuninck \| + 45" \| \| \| 10. \| Arthur Kluckers \| Tudor Pro Cycling Team \| + 56" \| \| |                      |                        |             |
| |                      |                        |             |
| Kilde: ProCyclingStats |                      |                        |             |
| Samlede stilling |                      |                        |             |
| Rytter | Rytter               | Hold                   | Tid         |
| 1. | Marc Hirschi         | UAE Team Emirates      | 13t 07' 26" |
| 2. | Brandon McNulty      | UAE Team Emirates      | + 2"        |
| 3. | Ben Healy            | EF Education-EasyPost  | + 3"        |
| 4. | Diego Ulissi         | UAE Team Emirates      | + 33"       |
| 5. | Ilan Van Wilder      | Soudal Quick-Step      | + 33"       |
| 6. | Felix Großschartner  | UAE Team Emirates      | + 37"       |
| 7. | Koen Bouwman         | Jumbo-Visma            | + 39"       |
| 8. | Ben O'Connor         | AG2R Citroën Team      | + 42"       |
| 9. | Søren Kragh Andersen | Alpecin-Deceuninck     | + 45"       |
| 10. | Arthur Kluckers      | Tudor Pro Cycling Team | + 56"       |

### 5. etape
| Mersch - Luxembourg | flad etape | (177,2 km) |

| \| Etaperesultat \| Etaperesultat \| Etaperesultat \| Etaperesultat \| Etaperesultat \| \| Rytter \| Rytter \| Hold \| Tid \| \| \| ------------- \| -------------------------- \| ----------------------------------- \| ------------- \| ------------- \| \| 1. \| Tobias Halland Johannessen \| Uno-X Pro Cycling Team \| 4t 07' 25" \| \| \| 2. \| Alex Aranburu \| Movistar Team \| + 8" \| \| \| 3. \| Franck Bonnamour \| AG2R Citroën Team \| + 8" \| \| \| 4. \| Valentin Madouas \| Groupama-FDJ \| + 8" \| \| \| 5. \| Mauri Vansevenant \| Soudal Quick-Step \| + 8" \| \| \| 6. \| Ewen Costiou \| Arkéa-Samsic \| + 8" \| \| \| 7. \| Natnael Tesfatsion \| Lidl-Trek \| + 8" \| \| \| 8. \| Sam Oomen \| Jumbo-Visma \| + 8" \| \| \| 9. \| Luca Vergallito \| Alpecin-Deceuninck Development Team \| + 8" \| \| \| 10. \| Felix Gall \| AG2R Citroën Team \| + 8" \| \| |                            |                                     |            |
| |                            |                                     |            |
| Kilde: ProCyclingStats |                            |                                     |            |
| Etaperesultat |                            |                                     |            |
| Rytter | Rytter                     | Hold                                | Tid        |
| 1. | Tobias Halland Johannessen | Uno-X Pro Cycling Team              | 4t 07' 25" |
| 2. | Alex Aranburu              | Movistar Team                       | + 8"       |
| 3. | Franck Bonnamour           | AG2R Citroën Team                   | + 8"       |
| 4. | Valentin Madouas           | Groupama-FDJ                        | + 8"       |
| 5. | Mauri Vansevenant          | Soudal Quick-Step                   | + 8"       |
| 6. | Ewen Costiou               | Arkéa-Samsic                        | + 8"       |
| 7. | Natnael Tesfatsion         | Lidl-Trek                           | + 8"       |
| 8. | Sam Oomen                  | Jumbo-Visma                         | + 8"       |
| 9. | Luca Vergallito            | Alpecin-Deceuninck Development Team | + 8"       |
| 10. | Felix Gall                 | AG2R Citroën Team                   | + 8"       |

## Resultater
| \| Samlede stilling \| Samlede stilling \| Samlede stilling \| Samlede stilling \| Samlede stilling \| \| Rytter \| Rytter \| Hold \| Tid \| \| \| ---------------- \| -------------------- \| --------------------- \| ---------------- \| ---------------- \| \| 1. \| Marc Hirschi \| UAE Team Emirates \| 17t 15' 11" \| \| \| 2. \| Brandon McNulty \| UAE Team Emirates \| + 3" \| \| \| 3. \| Ben Healy \| EF Education-EasyPost \| + 5" \| \| \| 4. \| Ilan Van Wilder \| Soudal Quick-Step \| + 34" \| \| \| 5. \| Diego Ulissi \| UAE Team Emirates \| + 35" \| \| \| 6. \| Søren Kragh Andersen \| Alpecin-Deceuninck \| + 39" \| \| \| 7. \| Felix Großschartner \| UAE Team Emirates \| + 39" \| \| \| 8. \| Koen Bouwman \| Jumbo-Visma \| + 41" \| \| \| 9. \| Ben O'Connor \| AG2R Citroën Team \| + 44" \| \| \| 10. \| Maxim Van Gils \| Lotto Dstny \| + 57" \| \| |                      |                       |             |
| |                      |                       |             |
| Kilde: ProCyclingStats |                      |                       |             |
| Samlede stilling |                      |                       |             |
| Rytter | Rytter               | Hold                  | Tid         |
| 1. | Marc Hirschi         | UAE Team Emirates     | 17t 15' 11" |
| 2. | Brandon McNulty      | UAE Team Emirates     | + 3"        |
| 3. | Ben Healy            | EF Education-EasyPost | + 5"        |
| 4. | Ilan Van Wilder      | Soudal Quick-Step     | + 34"       |
| 5. | Diego Ulissi         | UAE Team Emirates     | + 35"       |
| 6. | Søren Kragh Andersen | Alpecin-Deceuninck    | + 39"       |
| 7. | Felix Großschartner  | UAE Team Emirates     | + 39"       |
| 8. | Koen Bouwman         | Jumbo-Visma           | + 41"       |
| 9. | Ben O'Connor         | AG2R Citroën Team     | + 44"       |
| 10. | Maxim Van Gils       | Lotto Dstny           | + 57"       |

| Samlede stilling | Samlede stilling     | Samlede stilling      | Samlede stilling | Samlede stilling |
| Rytter           | Rytter               | Hold                  | Tid              |                  |
| ---------------- | -------------------- | --------------------- | ---------------- | ---------------- |
| 1.               | Marc Hirschi         | UAE Team Emirates     | 17t 15' 11"      |                  |
| 2.               | Brandon McNulty      | UAE Team Emirates     | + 3"             |                  |
| 3.               | Ben Healy            | EF Education-EasyPost | + 5"             |                  |
| 4.               | Ilan Van Wilder      | Soudal Quick-Step     | + 34"            |                  |
| 5.               | Diego Ulissi         | UAE Team Emirates     | + 35"            |                  |
| 6.               | Søren Kragh Andersen | Alpecin-Deceuninck    | + 39"            |                  |
| 7.               | Felix Großschartner  | UAE Team Emirates     | + 39"            |                  |
| 8.               | Koen Bouwman         | Jumbo-Visma           | + 41"            |                  |
| 9.               | Ben O'Connor         | AG2R Citroën Team     | + 44"            |                  |
| 10.              | Maxim Van Gils       | Lotto Dstny           | + 57"            |                  |

| Pointkonkurrence | Pointkonkurrence           | Pointkonkurrence       | Pointkonkurrence | Pointkonkurrence |
| Rytter           | Rytter                     | Hold                   | Point            |                  |
| ---------------- | -------------------------- | ---------------------- | ---------------- | ---------------- |
| 1.               | Søren Kragh Andersen       | Alpecin-Deceuninck     | 41 point         |                  |
| 2.               | Alex Aranburu              | Movistar Team          | 34 point         |                  |
| 3.               | Brandon McNulty            | UAE Team Emirates      | 27 point         |                  |
| 4.               | Marc Hirschi               | UAE Team Emirates      | 25 point         |                  |
| 5.               | Diego Ulissi               | UAE Team Emirates      | 24 point         |                  |
| 6.               | Ben Healy                  | EF Education-EasyPost  | 20 point         |                  |
| 7.               | Tobias Halland Johannessen | Uno-X Pro Cycling Team | 20 point         |                  |
| 8.               | Victor Campenaerts         | Lotto Dstny            | 20 point         |                  |
| 9.               | Corbin Strong              | Israel-Premier Tech    | 20 point         |                  |
| 10.              | Jenthe Biermans            | Arkéa-Samsic           | 20 point         |                  |

| Pointkonkurrence | Pointkonkurrence           | Pointkonkurrence       | Pointkonkurrence | Pointkonkurrence |
| Rytter           | Rytter                     | Hold                   | Point            |                  |
| ---------------- | -------------------------- | ---------------------- | ---------------- | ---------------- |
| 1.               | Søren Kragh Andersen       | Alpecin-Deceuninck     | 41 point         |                  |
| 2.               | Alex Aranburu              | Movistar Team          | 34 point         |                  |
| 3.               | Brandon McNulty            | UAE Team Emirates      | 27 point         |                  |
| 4.               | Marc Hirschi               | UAE Team Emirates      | 25 point         |                  |
| 5.               | Diego Ulissi               | UAE Team Emirates      | 24 point         |                  |
| 6.               | Ben Healy                  | EF Education-EasyPost  | 20 point         |                  |
| 7.               | Tobias Halland Johannessen | Uno-X Pro Cycling Team | 20 point         |                  |
| 8.               | Victor Campenaerts         | Lotto Dstny            | 20 point         |                  |
| 9.               | Corbin Strong              | Israel-Premier Tech    | 20 point         |                  |
| 10.              | Jenthe Biermans            | Arkéa-Samsic           | 20 point         |                  |

| Bjergkonkurrence | Bjergkonkurrence | Bjergkonkurrence         | Bjergkonkurrence | Bjergkonkurrence |
| Rytter           | Rytter           | Hold                     | Point            |                  |
| ---------------- | ---------------- | ------------------------ | ---------------- | ---------------- |
| 1.               | Mats Wenzel      | Leopard TOGT Pro Cycling | 26 point         |                  |
| 2.               | Lennert Teugels  | Bingoal WB               | 22 point         |                  |
| 3.               | Bastien Tronchon | AG2R Citroën Team        | 12 point         |                  |
| 4.               | Ben Healy        | EF Education-EasyPost    | 10 point         |                  |
| 5.               | Luca Van Boven   | Bingoal WB               | 6 point          |                  |
| 6.               | Vito Braet       | Team Flanders-Baloise    | 6 point          |                  |
| 7.               | Alexis Guérin    | Bingoal WB               | 5 point          |                  |
| 8.               | Krists Neilands  | Israel-Premier Tech      | 4 point          |                  |
| 9.               | Oliver Knight    | Cofidis                  | 4 point          |                  |
| 10.              | Marco Haller     | Bora-Hansgrohe           | 4 point          |                  |

| Bjergkonkurrence | Bjergkonkurrence | Bjergkonkurrence         | Bjergkonkurrence | Bjergkonkurrence |
| Rytter           | Rytter           | Hold                     | Point            |                  |
| ---------------- | ---------------- | ------------------------ | ---------------- | ---------------- |
| 1.               | Mats Wenzel      | Leopard TOGT Pro Cycling | 26 point         |                  |
| 2.               | Lennert Teugels  | Bingoal WB               | 22 point         |                  |
| 3.               | Bastien Tronchon | AG2R Citroën Team        | 12 point         |                  |
| 4.               | Ben Healy        | EF Education-EasyPost    | 10 point         |                  |
| 5.               | Luca Van Boven   | Bingoal WB               | 6 point          |                  |
| 6.               | Vito Braet       | Team Flanders-Baloise    | 6 point          |                  |
| 7.               | Alexis Guérin    | Bingoal WB               | 5 point          |                  |
| 8.               | Krists Neilands  | Israel-Premier Tech      | 4 point          |                  |
| 9.               | Oliver Knight    | Cofidis                  | 4 point          |                  |
| 10.              | Marco Haller     | Bora-Hansgrohe           | 4 point          |                  |

| Ungdomskonkurrence | Ungdomskonkurrence         | Ungdomskonkurrence     | Ungdomskonkurrence | Ungdomskonkurrence |
| Rytter             | Rytter                     | Hold                   | Tid                |                    |
| ------------------ | -------------------------- | ---------------------- | ------------------ | ------------------ |
| 1.                 | Marc Hirschi               | UAE Team Emirates      | 17t 15' 11"        |                    |
| 2.                 | Brandon McNulty            | UAE Team Emirates      | + 3"               |                    |
| 3.                 | Ben Healy                  | EF Education-EasyPost  | + 5"               |                    |
| 4.                 | Ilan Van Wilder            | Soudal Quick-Step      | + 34"              |                    |
| 5.                 | Maxim Van Gils             | Lotto Dstny            | + 57"              |                    |
| 6.                 | Arthur Kluckers            | Tudor Pro Cycling Team | + 58"              |                    |
| 7.                 | Matteo Jorgenson           | Movistar Team          | + 1' 08"           |                    |
| 8.                 | Tobias Halland Johannessen | Uno-X Pro Cycling Team | + 1' 14"           |                    |
| 9.                 | Brent Van Moer             | Lotto Dstny            | + 1' 20"           |                    |
| 10.                | Ewen Costiou               | Arkéa-Samsic           | + 1' 28"           |                    |

| Ungdomskonkurrence | Ungdomskonkurrence         | Ungdomskonkurrence     | Ungdomskonkurrence | Ungdomskonkurrence |
| Rytter             | Rytter                     | Hold                   | Tid                |                    |
| ------------------ | -------------------------- | ---------------------- | ------------------ | ------------------ |
| 1.                 | Marc Hirschi               | UAE Team Emirates      | 17t 15' 11"        |                    |
| 2.                 | Brandon McNulty            | UAE Team Emirates      | + 3"               |                    |
| 3.                 | Ben Healy                  | EF Education-EasyPost  | + 5"               |                    |
| 4.                 | Ilan Van Wilder            | Soudal Quick-Step      | + 34"              |                    |
| 5.                 | Maxim Van Gils             | Lotto Dstny            | + 57"              |                    |
| 6.                 | Arthur Kluckers            | Tudor Pro Cycling Team | + 58"              |                    |
| 7.                 | Matteo Jorgenson           | Movistar Team          | + 1' 08"           |                    |
| 8.                 | Tobias Halland Johannessen | Uno-X Pro Cycling Team | + 1' 14"           |                    |
| 9.                 | Brent Van Moer             | Lotto Dstny            | + 1' 20"           |                    |
| 10.                | Ewen Costiou               | Arkéa-Samsic           | + 1' 28"           |                    |

### Holdkonkurrencen
| Holdkonkurrence | Holdkonkurrence        | Holdkonkurrence | Holdkonkurrence |
| Hold            | Hold                   | Tid             |                 |
| --------------- | ---------------------- | --------------- | --------------- |
| 1.              | UAE Team Emirates      | 51t 46' 15"     |                 |
| 2.              | Soudal Quick-Step      | + 2' 46"        |                 |
| 3.              | Jumbo-Visma            | + 3' 08"        |                 |
| 4.              | AG2R Citroën Team      | + 3' 45"        |                 |
| 5.              | AG2R Citroën Team      | + 4' 53"        |                 |
| 6.              | Movistar Team          | + 8' 43"        |                 |
| 7.              | Lotto Dstny            | + 10' 29"       |                 |
| 8.              | Lidl-Trek              | + 12' 32"       |                 |
| 9.              | Alpecin-Deceuninck     | + 13' 04"       |                 |
| 10.             | Uno-X Pro Cycling Team | + 14' 31"       |                 |

## Hold og ryttere
| UCI WorldTeams (12)- AG2R Citroën Team - Alpecin-Deceuninck - Bora-Hansgrohe - Cofidis - EF Education-EasyPost - Groupama-FDJ - Jumbo-Visma - Lidl-Trek - Movistar Team - Soudal Quick-Step - Arkéa-Samsic - UAE Team Emirates UCI ProTeams (6)- Bingoal WB - Israel-Premier Tech - Lotto Dstny - Team Flanders-Baloise - Tudor Pro Cycling Team - Uno-X Pro Cycling Team UCI Kontinentalhold (2)- Global 6 Cycling - Leopard TOGT Pro Cycling |
| |

### Danske ryttere
| Danske ryttere på startlisten |                       |                          |           |
| Rygnummer                     | Rytter                | Hold                     | Placering |
| 3                             | Asbjørn Hellemose     | Lidl-Trek                | 42        |
| 22                            | Søren Kragh Andersen  | Alpecin-Deceuninck       | 6         |
| 36                            | Frederik Wandahl      | Bora-Hansgrohe           | 61        |
| 55                            | Magnus Cort           | EF Education-EasyPost    | 91        |
| 131                           | Jakob Fuglsang        | Israel-Premier Tech      | DNF-1     |
| 163                           | Alexander Kamp        | Tudor Pro Cycling        | 71        |
| 171                           | Anthon Charmig        | Uno-X Pro Cycling Team   | 17        |
| 191                           | Mathias Bregnhøj      | Leopard TOGT Pro Cycling | 31        |
| 192                           | Oliver Knudsen        | Leopard TOGT Pro Cycling | DNF-1     |
| 193                           | Andreas Stokbro       | Leopard TOGT Pro Cycling | 50        |
| 195                           | Kasper Viberg Søgaard | Leopard TOGT Pro Cycling | 94        |

* DNF = gennemførte ikke

### Startliste
| Lidl-Trek LTK | Lidl-Trek LTK                               | Lidl-Trek LTK |
| ------------- | ------------------------------------------- | ------------- |
| Nr.           | Rytter                                      | Placering     |
| 1             | Dario Cataldo (ITA)                         | DNF-5         |
| 2             | Tony Gallopin (FRA)                         | DNF-3         |
| 3             | Asbjørn Hellemose (DEN)                     | 42.           |
| 4             | Alex Kirsch (LUX) (landevej og enkeltstart) | 65.           |
| 5             | Giulio Ciccone (ITA)                        | 22.           |
| 6             | Natnael Tesfatsion (ERI)                    | 41.           |

| AG2R Citroën Team ACT | AG2R Citroën Team ACT        | AG2R Citroën Team ACT |
| --------------------- | ---------------------------- | --------------------- |
| Nr.                   | Rytter                       | Placering             |
| 11                    | Franck Bonnamour (FRA)       | 25.                   |
| 12                    | Felix Gall (AUT)             | 23.                   |
| 13                    | Ben O'Connor (AUS)           | 9.                    |
| 14                    | Aurélien Paret-Peintre (FRA) | 33.                   |
| 15                    | Nans Peters (FRA)            | 57.                   |
| 16                    | Bastien Tronchon (FRA)       | 35.                   |

| Alpecin-Deceuninck ADC | Alpecin-Deceuninck ADC      | Alpecin-Deceuninck ADC |
| ---------------------- | --------------------------- | ---------------------- |
| Nr.                    | Rytter                      | Placering              |
| 21                     | Quinten Hermans (BEL)       | 55.                    |
| 22                     | Søren Kragh Andersen (DEN)  | 6.                     |
| 23                     | Axel Laurance (FRA)         | 43.                    |
| 24                     | Xandro Meurisse (BEL)       | 51.                    |
| 25                     | Fabio Van den Bossche (BEL) | 89.                    |
| 26                     | Luca Vergallito (ITA)       | 37.                    |

| Bora-Hansgrohe BOH | Bora-Hansgrohe BOH                 | Bora-Hansgrohe BOH |
| ------------------ | ---------------------------------- | ------------------ |
| Nr.                | Rytter                             | Placering          |
| 31                 | Patrick Gamper (AUT) (enkeltstart) | 79.                |
| 32                 | Marco Haller (AUT)                 | 76.                |
| 33                 | Bob Jungels (LUX)                  | 34.                |
| 34                 | Jordi Meeus (BEL)                  | 92.                |
| 35                 | Nils Politt (GER) (enkeltstart)    | DNF-3              |
| 36                 | Frederik Wandahl (DEN)             | 61.                |

| Cofidis COF | Cofidis COF              | Cofidis COF |
| ----------- | ------------------------ | ----------- |
| Nr.         | Rytter                   | Placering   |
| 41          | Alexandre Delettre (FRA) | 59.         |
| 42          | Oliver Knight (GBR)      | 45.         |
| 43          | Jon Izagirre (ESP)       | 40.         |
| 44          | Jonathan Lastra (ESP)    | DNF-2       |
| 45          | Anthony Perez (FRA)      | 44.         |
| 46          | Jelle Wallays (BEL)      | DNF-5       |

| EF Education-EasyPost EFE | EF Education-EasyPost EFE        | EF Education-EasyPost EFE |
| ------------------------- | -------------------------------- | ------------------------- |
| Nr.                       | Rytter                           | Placering                 |
| 51                        | Andrey Amador (CRC)              | DNF-5                     |
| 52                        | Richard Carapaz (ECU) (landevej) | 24.                       |
| 53                        | Ben Healy (IRL) (landevej)       | 3.                        |
| 54                        | Jens Keukeleire (BEL)            | 88.                       |
| 55                        | Magnus Cort (DEN)                | 91.                       |
| 56                        | Jonas Rutsch (GER)               | 62.                       |

| Groupama-FDJ GFC | Groupama-FDJ GFC                  | Groupama-FDJ GFC |
| ---------------- | --------------------------------- | ---------------- |
| Nr.              | Rytter                            | Placering        |
| 61               | David Gaudu (FRA)                 | DNF-1            |
| 62               | Kevin Geniets (LUX)               | 38.              |
| 63               | Matthieu Ladagnous (FRA)          | 90.              |
| 64               | Valentin Madouas (FRA) (landevej) | 21.              |
| 65               | Thibaut Pinot (FRA)               | DNF-1            |
| 66               | Laurence Pithie (NZL)             | 75.              |

| Jumbo-Visma TJV | Jumbo-Visma TJV         | Jumbo-Visma TJV |
| --------------- | ----------------------- | --------------- |
| Nr.             | Rytter                  | Placering       |
| 71              | Tiesj Benoot (BEL)      | 20.             |
| 72              | Koen Bouwman (NED)      | 8.              |
| 73              | Archie Ryan (IRL)       | 29.             |
| 74              | Steven Kruijswijk (NED) | 49.             |
| 75              | Sam Oomen (NED)         | 26.             |
| 76              | Tim van Dijke (NED)     | DNS-4           |

| Movistar Team MOV | Movistar Team MOV                  | Movistar Team MOV |
| ----------------- | ---------------------------------- | ----------------- |
| Nr.               | Rytter                             | Placering         |
| 81                | Alex Aranburu (ESP)                | 19.               |
| 82                | Will Barta (USA)                   | 48.               |
| 83                | Juri Hollmann (GER)                | 82.               |
| 84                | Matteo Jorgenson (USA)             | 12.               |
| 85                | Gregor Mühlberger (AUT) (landevej) | 60.               |
| 86                | José Joaquín Rojas (ESP)           | 70.               |

| Soudal Quick-Step SOQ | Soudal Quick-Step SOQ    | Soudal Quick-Step SOQ |
| --------------------- | ------------------------ | --------------------- |
| Nr.                   | Rytter                   | Placering             |
| 91                    | Julian Alaphilippe (FRA) | 39.                   |
| 92                    | Andrea Bagioli (ITA)     | 52.                   |
| 93                    | Dries Devenyns (BEL)     | 80.                   |
| 94                    | Fausto Masnada (ITA)     | 18.                   |
| 95                    | Ilan Van Wilder (BEL)    | 4.                    |
| 96                    | Mauri Vansevenant (BEL)  | 28.                   |

| Arkéa-Samsic ARK | Arkéa-Samsic ARK         | Arkéa-Samsic ARK |
| ---------------- | ------------------------ | ---------------- |
| Nr.              | Rytter                   | Placering        |
| 101              | Jenthe Biermans (BEL)    | 68.              |
| 102              | Ewen Costiou (FRA)       | 16.              |
| 103              | Florian Dauphin (FRA)    | 93.              |
| 104              | Anthony Delaplace (FRA)  | 53.              |
| 105              | Baptiste Gillet (FRA)    | 66.              |
| 106              | Thibault Guernalec (FRA) | 27.              |

| UAE Team Emirates UAD | UAE Team Emirates UAD               | UAE Team Emirates UAD |
| --------------------- | ----------------------------------- | --------------------- |
| Nr.                   | Rytter                              | Placering             |
| 111                   | Jan Christen (SUI)                  | 56.                   |
| 112                   | Felix Großschartner (AUT)           | 7.                    |
| 113                   | Marc Hirschi (SUI) (landevej)       | 1.                    |
| 114                   | Brandon McNulty (USA) (enkeltstart) | 2.                    |
| 115                   | Diego Ulissi (ITA)                  | 5.                    |
| 116                   | Michael Vink (NZL)                  | 83.                   |

| Bingoal WB BWB | Bingoal WB BWB         | Bingoal WB BWB |
| -------------- | ---------------------- | -------------- |
| Nr.            | Rytter                 | Placering      |
| 121            | Alexis Guérin (FRA)    | 36.            |
| 122            | Johan Meens (BEL)      | 87.            |
| 123            | Rémy Mertz (BEL)       | 54.            |
| 124            | Lennert Teugels (BEL)  | 72.            |
| 125            | Luca Van Boven (BEL)   | 73.            |
| 126            | Kenneth Van Rooy (BEL) | 95.            |

| Israel-Premier Tech IPT | Israel-Premier Tech IPT | Israel-Premier Tech IPT |
| ----------------------- | ----------------------- | ----------------------- |
| Nr.                     | Rytter                  | Placering               |
| 131                     | Jakob Fuglsang (DEN)    | DNF-1                   |
| 132                     | Hugo Houle (CAN)        | 30.                     |
| 133                     | Krists Neilands (LAT)   | 69.                     |
| 134                     | Corbin Strong (NZL)     | 58.                     |
| 135                     | Dylan Teuns (BEL)       | 13.                     |
| 136                     | Michael Woods (CAN)     | 32.                     |

| Lotto Dstny LTD | Lotto Dstny LTD          | Lotto Dstny LTD |
| --------------- | ------------------------ | --------------- |
| Nr.             | Rytter                   | Placering       |
| 141             | Victor Campenaerts (BEL) | 47.             |
| 142             | Pascal Eenkhoorn (NED)   | DNS-5           |
| 143             | Mathijs Paasschens (NED) | 63.             |
| 144             | Maxim Van Gils (BEL)     | 10.             |
| 145             | Brent Van Moer (BEL)     | 15.             |
| 146             | Harm Vanhoucke (BEL)     | 85.             |

| Team Flanders-Baloise TFB | Team Flanders-Baloise TFB | Team Flanders-Baloise TFB |
| ------------------------- | ------------------------- | ------------------------- |
| Nr.                       | Rytter                    | Placering                 |
| 151                       | Jenno Berckmoes (BEL)     | DNS-2                     |
| 152                       | Kamiel Bonneu (BEL)       | DNF-2                     |
| 153                       | Vito Braet (BEL)          | 81.                       |
| 154                       | Sander De Pestel (BEL)    | 84.                       |
| 155                       | Gilles De Wilde (BEL)     | 96.                       |
| 156                       | Elias Maris (BEL)         | DNF-3                     |

| Tudor Pro Cycling Team TUD | Tudor Pro Cycling Team TUD      | Tudor Pro Cycling Team TUD |
| -------------------------- | ------------------------------- | -------------------------- |
| Nr.                        | Rytter                          | Placering                  |
| 161                        | Lucas Eriksson (SWE) (landevej) | 64.                        |
| 162                        | Jacob Eriksson (SWE)            | 86.                        |
| 163                        | Alexander Kamp (DEN)            | 71.                        |
| 164                        | Arthur Kluckers (LUX)           | 11.                        |
| 165                        | Rick Pluimers (NED)             | 74.                        |
| 166                        | Luc Wirtgen (LUX)               | DNF-2                      |

| Uno-X Pro Cycling Team UXT | Uno-X Pro Cycling Team UXT       | Uno-X Pro Cycling Team UXT |
| -------------------------- | -------------------------------- | -------------------------- |
| Nr.                        | Rytter                           | Placering                  |
| 171                        | Anthon Charmig (DEN)             | 17.                        |
| 172                        | Ådne Holter (NOR)                | 78.                        |
| 173                        | Anders Halland Johannessen (NOR) | DNF-5                      |
| 174                        | Tobias Halland Johannessen (NOR) | 14.                        |
| 175                        | Magnus Kulset (NOR)              | 77.                        |
| 176                        | Johannes Kulset (NOR)            | 46.                        |

| Global 6 Cycling GLC | Global 6 Cycling GLC   | Global 6 Cycling GLC |
| -------------------- | ---------------------- | -------------------- |
| Nr.                  | Rytter                 | Placering            |
| 181                  | Giacomo Ballabio (ITA) | 67.                  |
| 182                  | Jonas Hjorth (NOR)     | DNF-3                |
| 183                  | Gabriel Muller (FRA)   | DNF-5                |
| 184                  | Tom Wirtgen (LUX)      | DNF-5                |

| Leopard TOGT Pro Cycling LTP | Leopard TOGT Pro Cycling LTP | Leopard TOGT Pro Cycling LTP |
| ---------------------------- | ---------------------------- | ---------------------------- |
| Nr.                          | Rytter                       | Placering                    |
| 191                          | Mathias Bregnhøj (DEN)       | 31.                          |
| 192                          | Oliver Knudsen (DEN)         | DNF-1                        |
| 193                          | Andreas Stokbro (DEN)        | 50.                          |
| 194                          | Cédric Pries (LUX)           | 98.                          |
| 195                          | Kasper Viberg Søgaard (DEN)  | 94.                          |
| 196                          | Mats Wenzel (LUX)            | 97.                          |

| Lidl-Trek LTK | Lidl-Trek LTK                               | Lidl-Trek LTK |
| ------------- | ------------------------------------------- | ------------- |
| Nr.           | Rytter                                      | Placering     |
| 1             | Dario Cataldo (ITA)                         | DNF-5         |
| 2             | Tony Gallopin (FRA)                         | DNF-3         |
| 3             | Asbjørn Hellemose (DEN)                     | 42.           |
| 4             | Alex Kirsch (LUX) (landevej og enkeltstart) | 65.           |
| 5             | Giulio Ciccone (ITA)                        | 22.           |
| 6             | Natnael Tesfatsion (ERI)                    | 41.           |

| AG2R Citroën Team ACT | AG2R Citroën Team ACT        | AG2R Citroën Team ACT |
| --------------------- | ---------------------------- | --------------------- |
| Nr.                   | Rytter                       | Placering             |
| 11                    | Franck Bonnamour (FRA)       | 25.                   |
| 12                    | Felix Gall (AUT)             | 23.                   |
| 13                    | Ben O'Connor (AUS)           | 9.                    |
| 14                    | Aurélien Paret-Peintre (FRA) | 33.                   |
| 15                    | Nans Peters (FRA)            | 57.                   |
| 16                    | Bastien Tronchon (FRA)       | 35.                   |

| Alpecin-Deceuninck ADC | Alpecin-Deceuninck ADC      | Alpecin-Deceuninck ADC |
| ---------------------- | --------------------------- | ---------------------- |
| Nr.                    | Rytter                      | Placering              |
| 21                     | Quinten Hermans (BEL)       | 55.                    |
| 22                     | Søren Kragh Andersen (DEN)  | 6.                     |
| 23                     | Axel Laurance (FRA)         | 43.                    |
| 24                     | Xandro Meurisse (BEL)       | 51.                    |
| 25                     | Fabio Van den Bossche (BEL) | 89.                    |
| 26                     | Luca Vergallito (ITA)       | 37.                    |

| Bora-Hansgrohe BOH | Bora-Hansgrohe BOH                 | Bora-Hansgrohe BOH |
| ------------------ | ---------------------------------- | ------------------ |
| Nr.                | Rytter                             | Placering          |
| 31                 | Patrick Gamper (AUT) (enkeltstart) | 79.                |
| 32                 | Marco Haller (AUT)                 | 76.                |
| 33                 | Bob Jungels (LUX)                  | 34.                |
| 34                 | Jordi Meeus (BEL)                  | 92.                |
| 35                 | Nils Politt (GER) (enkeltstart)    | DNF-3              |
| 36                 | Frederik Wandahl (DEN)             | 61.                |

| Cofidis COF | Cofidis COF              | Cofidis COF |
| ----------- | ------------------------ | ----------- |
| Nr.         | Rytter                   | Placering   |
| 41          | Alexandre Delettre (FRA) | 59.         |
| 42          | Oliver Knight (GBR)      | 45.         |
| 43          | Jon Izagirre (ESP)       | 40.         |
| 44          | Jonathan Lastra (ESP)    | DNF-2       |
| 45          | Anthony Perez (FRA)      | 44.         |
| 46          | Jelle Wallays (BEL)      | DNF-5       |

| EF Education-EasyPost EFE | EF Education-EasyPost EFE        | EF Education-EasyPost EFE |
| ------------------------- | -------------------------------- | ------------------------- |
| Nr.                       | Rytter                           | Placering                 |
| 51                        | Andrey Amador (CRC)              | DNF-5                     |
| 52                        | Richard Carapaz (ECU) (landevej) | 24.                       |
| 53                        | Ben Healy (IRL) (landevej)       | 3.                        |
| 54                        | Jens Keukeleire (BEL)            | 88.                       |
| 55                        | Magnus Cort (DEN)                | 91.                       |
| 56                        | Jonas Rutsch (GER)               | 62.                       |

| Groupama-FDJ GFC | Groupama-FDJ GFC                  | Groupama-FDJ GFC |
| ---------------- | --------------------------------- | ---------------- |
| Nr.              | Rytter                            | Placering        |
| 61               | David Gaudu (FRA)                 | DNF-1            |
| 62               | Kevin Geniets (LUX)               | 38.              |
| 63               | Matthieu Ladagnous (FRA)          | 90.              |
| 64               | Valentin Madouas (FRA) (landevej) | 21.              |
| 65               | Thibaut Pinot (FRA)               | DNF-1            |
| 66               | Laurence Pithie (NZL)             | 75.              |

| Jumbo-Visma TJV | Jumbo-Visma TJV         | Jumbo-Visma TJV |
| --------------- | ----------------------- | --------------- |
| Nr.             | Rytter                  | Placering       |
| 71              | Tiesj Benoot (BEL)      | 20.             |
| 72              | Koen Bouwman (NED)      | 8.              |
| 73              | Archie Ryan (IRL)       | 29.             |
| 74              | Steven Kruijswijk (NED) | 49.             |
| 75              | Sam Oomen (NED)         | 26.             |
| 76              | Tim van Dijke (NED)     | DNS-4           |

| Movistar Team MOV | Movistar Team MOV                  | Movistar Team MOV |
| ----------------- | ---------------------------------- | ----------------- |
| Nr.               | Rytter                             | Placering         |
| 81                | Alex Aranburu (ESP)                | 19.               |
| 82                | Will Barta (USA)                   | 48.               |
| 83                | Juri Hollmann (GER)                | 82.               |
| 84                | Matteo Jorgenson (USA)             | 12.               |
| 85                | Gregor Mühlberger (AUT) (landevej) | 60.               |
| 86                | José Joaquín Rojas (ESP)           | 70.               |

| Soudal Quick-Step SOQ | Soudal Quick-Step SOQ    | Soudal Quick-Step SOQ |
| --------------------- | ------------------------ | --------------------- |
| Nr.                   | Rytter                   | Placering             |
| 91                    | Julian Alaphilippe (FRA) | 39.                   |
| 92                    | Andrea Bagioli (ITA)     | 52.                   |
| 93                    | Dries Devenyns (BEL)     | 80.                   |
| 94                    | Fausto Masnada (ITA)     | 18.                   |
| 95                    | Ilan Van Wilder (BEL)    | 4.                    |
| 96                    | Mauri Vansevenant (BEL)  | 28.                   |

| Arkéa-Samsic ARK | Arkéa-Samsic ARK         | Arkéa-Samsic ARK |
| ---------------- | ------------------------ | ---------------- |
| Nr.              | Rytter                   | Placering        |
| 101              | Jenthe Biermans (BEL)    | 68.              |
| 102              | Ewen Costiou (FRA)       | 16.              |
| 103              | Florian Dauphin (FRA)    | 93.              |
| 104              | Anthony Delaplace (FRA)  | 53.              |
| 105              | Baptiste Gillet (FRA)    | 66.              |
| 106              | Thibault Guernalec (FRA) | 27.              |

| UAE Team Emirates UAD | UAE Team Emirates UAD               | UAE Team Emirates UAD |
| --------------------- | ----------------------------------- | --------------------- |
| Nr.                   | Rytter                              | Placering             |
| 111                   | Jan Christen (SUI)                  | 56.                   |
| 112                   | Felix Großschartner (AUT)           | 7.                    |
| 113                   | Marc Hirschi (SUI) (landevej)       | 1.                    |
| 114                   | Brandon McNulty (USA) (enkeltstart) | 2.                    |
| 115                   | Diego Ulissi (ITA)                  | 5.                    |
| 116                   | Michael Vink (NZL)                  | 83.                   |

| Bingoal WB BWB | Bingoal WB BWB         | Bingoal WB BWB |
| -------------- | ---------------------- | -------------- |
| Nr.            | Rytter                 | Placering      |
| 121            | Alexis Guérin (FRA)    | 36.            |
| 122            | Johan Meens (BEL)      | 87.            |
| 123            | Rémy Mertz (BEL)       | 54.            |
| 124            | Lennert Teugels (BEL)  | 72.            |
| 125            | Luca Van Boven (BEL)   | 73.            |
| 126            | Kenneth Van Rooy (BEL) | 95.            |

| Israel-Premier Tech IPT | Israel-Premier Tech IPT | Israel-Premier Tech IPT |
| ----------------------- | ----------------------- | ----------------------- |
| Nr.                     | Rytter                  | Placering               |
| 131                     | Jakob Fuglsang (DEN)    | DNF-1                   |
| 132                     | Hugo Houle (CAN)        | 30.                     |
| 133                     | Krists Neilands (LAT)   | 69.                     |
| 134                     | Corbin Strong (NZL)     | 58.                     |
| 135                     | Dylan Teuns (BEL)       | 13.                     |
| 136                     | Michael Woods (CAN)     | 32.                     |

| Lotto Dstny LTD | Lotto Dstny LTD          | Lotto Dstny LTD |
| --------------- | ------------------------ | --------------- |
| Nr.             | Rytter                   | Placering       |
| 141             | Victor Campenaerts (BEL) | 47.             |
| 142             | Pascal Eenkhoorn (NED)   | DNS-5           |
| 143             | Mathijs Paasschens (NED) | 63.             |
| 144             | Maxim Van Gils (BEL)     | 10.             |
| 145             | Brent Van Moer (BEL)     | 15.             |
| 146             | Harm Vanhoucke (BEL)     | 85.             |

| Team Flanders-Baloise TFB | Team Flanders-Baloise TFB | Team Flanders-Baloise TFB |
| ------------------------- | ------------------------- | ------------------------- |
| Nr.                       | Rytter                    | Placering                 |
| 151                       | Jenno Berckmoes (BEL)     | DNS-2                     |
| 152                       | Kamiel Bonneu (BEL)       | DNF-2                     |
| 153                       | Vito Braet (BEL)          | 81.                       |
| 154                       | Sander De Pestel (BEL)    | 84.                       |
| 155                       | Gilles De Wilde (BEL)     | 96.                       |
| 156                       | Elias Maris (BEL)         | DNF-3                     |

| Tudor Pro Cycling Team TUD | Tudor Pro Cycling Team TUD      | Tudor Pro Cycling Team TUD |
| -------------------------- | ------------------------------- | -------------------------- |
| Nr.                        | Rytter                          | Placering                  |
| 161                        | Lucas Eriksson (SWE) (landevej) | 64.                        |
| 162                        | Jacob Eriksson (SWE)            | 86.                        |
| 163                        | Alexander Kamp (DEN)            | 71.                        |
| 164                        | Arthur Kluckers (LUX)           | 11.                        |
| 165                        | Rick Pluimers (NED)             | 74.                        |
| 166                        | Luc Wirtgen (LUX)               | DNF-2                      |

| Uno-X Pro Cycling Team UXT | Uno-X Pro Cycling Team UXT       | Uno-X Pro Cycling Team UXT |
| -------------------------- | -------------------------------- | -------------------------- |
| Nr.                        | Rytter                           | Placering                  |
| 171                        | Anthon Charmig (DEN)             | 17.                        |
| 172                        | Ådne Holter (NOR)                | 78.                        |
| 173                        | Anders Halland Johannessen (NOR) | DNF-5                      |
| 174                        | Tobias Halland Johannessen (NOR) | 14.                        |
| 175                        | Magnus Kulset (NOR)              | 77.                        |
| 176                        | Johannes Kulset (NOR)            | 46.                        |

| Global 6 Cycling GLC | Global 6 Cycling GLC   | Global 6 Cycling GLC |
| -------------------- | ---------------------- | -------------------- |
| Nr.                  | Rytter                 | Placering            |
| 181                  | Giacomo Ballabio (ITA) | 67.                  |
| 182                  | Jonas Hjorth (NOR)     | DNF-3                |
| 183                  | Gabriel Muller (FRA)   | DNF-5                |
| 184                  | Tom Wirtgen (LUX)      | DNF-5                |

| Leopard TOGT Pro Cycling LTP | Leopard TOGT Pro Cycling LTP | Leopard TOGT Pro Cycling LTP |
| ---------------------------- | ---------------------------- | ---------------------------- |
| Nr.                          | Rytter                       | Placering                    |
| 191                          | Mathias Bregnhøj (DEN)       | 31.                          |
| 192                          | Oliver Knudsen (DEN)         | DNF-1                        |
| 193                          | Andreas Stokbro (DEN)        | 50.                          |
| 194                          | Cédric Pries (LUX)           | 98.                          |
| 195                          | Kasper Viberg Søgaard (DEN)  | 94.                          |
| 196                          | Mats Wenzel (LUX)            | 97.                          |